# Haplotrematidae
Haplotrematidae är en familj av snäckor. Haplotrematidae ingår i ordningen landlungsnäckor, klassen snäckor, fylumet blötdjur och riket djur. Enligt Catalogue of Life omfattar familjen Haplotrematidae 19 arter.
Kladogram enligt Catalogue of Life:
| Haplotrematidae | \| \| Ancotrema \| \| \| \| \| \| Haplotrema \| \| \| \| |
|                 | \| \| Ancotrema \| \| \| \| \| \| Haplotrema \| \| \| \| |
|                 | Ancotrema                                                |
|                 |                                                          |
|                 | Haplotrema                                               |
|                 |                                                          |

## Bildgalleri

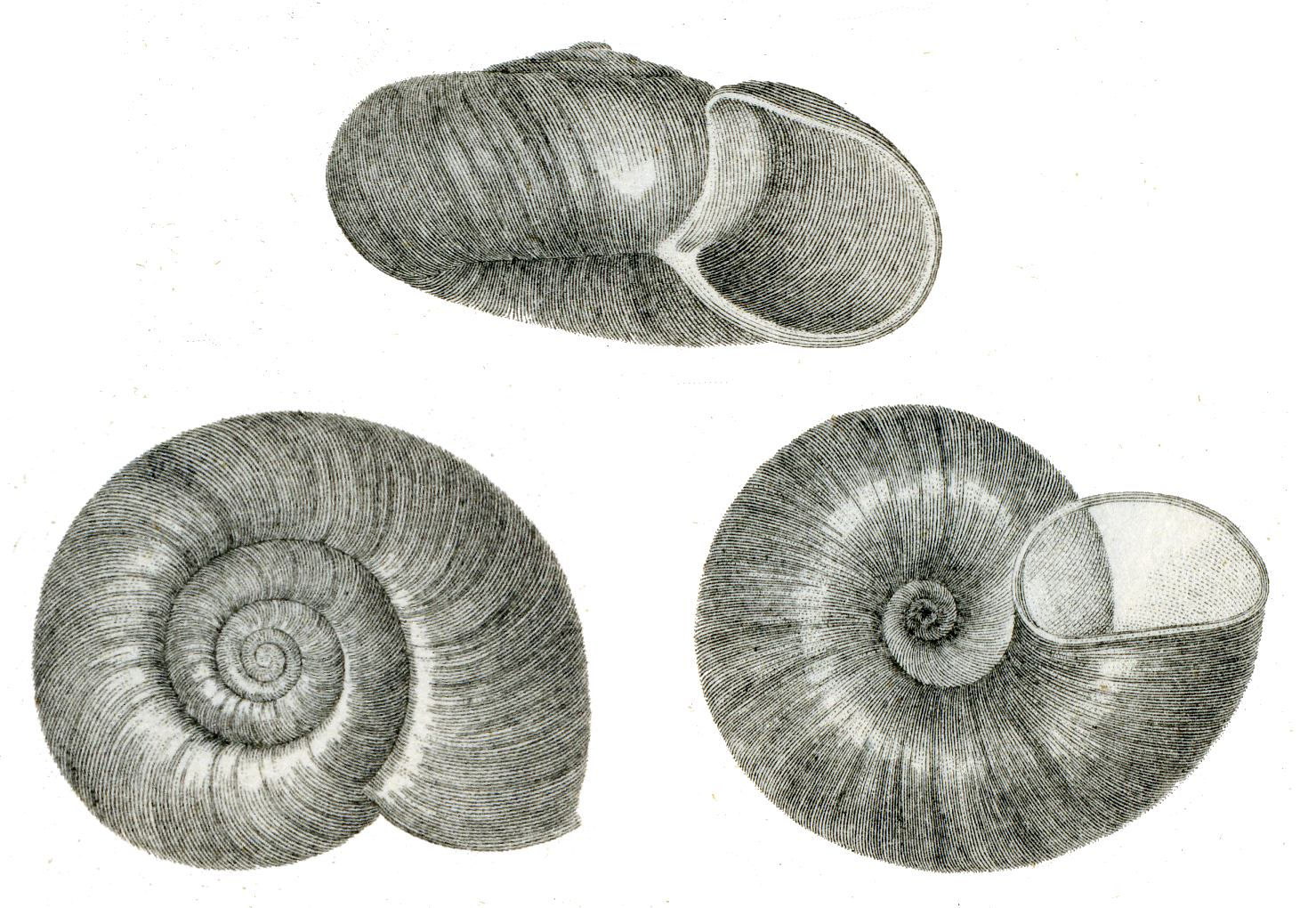